# USS Samuel N. Moore (DD-747)
O USS Samuel N. Moore (DD-747) foi um Destroyer norte-americano que serviu durante a Segunda Guerra Mundial.

## Comandantes
| Comandante                  | Data                    |
| --------------------------- | ----------------------- |
| Cdr. Horatio Alonzo Lincoln | 24 de Junho de 1944 -?? |